# ネヴァン
ネヴァン(Nemain,Neamhain)は、北アイルランド（アルスター地方）に伝わるケルト神話に登場する戦いの女神。その名は「聖なる女性」を意味する。
バズヴ（古アイルランド語）、バイヴ（現代アイルランド語）〈Badb、「烏」の意〉、またはネウィンとも呼ばれる。ネヴァンはバズヴに備わる好戦的な側面、即ち戦場での狂乱を具現する存在であると考えられる。
ワタリガラスの姿で戦場を飛び回り恐ろしい鬨の声を上げるといわれ、戦争中の戦士達に狂乱をもたらし同士討ちをさせる役目をもつ。アルスターとコナハトの戦いの際はコナハト兵100人が彼女の与えた恐怖により死んだとされる。また、水辺で血まみれの武具を洗っていることがあり、その武具の持ち主は近い内に戦死してしまう。ここから死を予言する妖精バンシーやデュラハンの原型であることがうかがえる。クー・フーリンが最後の戦いに向かう際、エマニアの野を流れる河の浅瀬で彼の鎧を洗っていたとされている。
神話では女神エルンワス(Ernmas)の娘で、モリガン、ヴァハとは三姉妹だとされている。フィル・ヴォルグ族との戦いでは魔法を駆使してトゥアハ・デ・ダナーンの勝利に貢献しており、フォモール族との戦いにも参加している。
また、アーサー王伝説に登場する湖の貴婦人ニミュエ(Nimue)の前身だという説もある。